# イメージフィードバックシステム
イメージフィードバックシステム（Image Feedback System、略してIFS）は、アニメ『機動戦艦ナデシコ』に登場する架空の技術。

## 概要
IFSとは、体内にナノマシンを注入することで、脳とコンピュータをリンクさせる補助脳を形成、これにより人間の思考をコンピュータに入力できるインターフェースである。主に機体操縦に用いられており、操縦者のイメージのみで機体を操作することができるため、煩雑な操作を簡略化することを可能とした。
しかしナノマシン注入には不快感を伴い、またナノマシン処理中は精神が不安定になりやすく、場合によっては幻覚(幻聴)を伴うこともある。アカツキの発言によれば、使用中も闘争本能を高める副作用があるらしい。
IFS処理をしている者は一般的にはパイロット（高度な教育を受けたエリートではなく、それしか能のないごろつき）と見なされるなど偏見もあり、地球では忌避される傾向にある。しかしナノマシンのテラフォーミングによって移住を可能にした火星ではナノマシンに対する偏見がなく、重機の操作などにも用いられている。
また、コンピュータの管理用インターフェースとしての側面もあり、IFSの作動時には使用者の手の甲に模様のようなデバイスの媒介が浮かび上がる。
蜥蜴戦争終結後はエステバリスに代わりステルンクーゲルが主流を占めるようになる。これは高性能の学習型コンピュータを積みIFSを使わずに操縦できる点が受けたためである。

### リアクト・システム
漫画『遊撃宇宙戦艦ナデシコ』では、IFSに替わる新技術としてマーベリック社開発の「リアクト・システム」なるものが登場する。
手を機器に接触させることで操縦していたIFSと違い、背中のインターフェースから神経とコンピューターを接続。感覚器官を機体のセンサーに置き換えることで、生身の身体を動かす感覚で操縦が可能な画期的技術。ただしパイロットにかかる精神的負担は大きく、宇宙空間での戦闘が生身で宇宙に飛び出す感覚に感じられ発狂する者もいる。また、爆発の強烈な光でアキトは一時的に視力を失う（治療は容易に可能な軽症）。いまだ新技術の枠を抜け出せず、課題があるようである。
その後、アキトは日常的にシステムと接続することで機体とのリンクを高めて、リョーコたちが一勝もできないほど機体を自在に操縦できるようになる。